# Кролевец
Кролеве́ц (укр. Кролевець) — город в Сумской области Украины. Входит в Конотопский район. До 2020 года являлся административным центром упразднённого Кролевецкого района, в котором составлял Кролевецкий городской совет.

## Географическое положение
Город Кролевец находится на левом берегу реки Реть в месте впадения в неё реки Свидня.
Через город проходят автомобильные дороги М-02 (E 101), Т-2503, Т-1907 и железная дорога, станция Кролевец. По городу протекает несколько пересыхающих ручьёв с запрудами.

## Население
В январе 1989 года численность населения составляла 25 962 человек.
По данным переписи 2001 года украинцы составляли 94,98 % населения города, русские — 4,39 %.

### Языковой состав
Родной язык населения по данным переписи 1897 года:
| Язык               | Численность, чел. | Доля     |
| ------------------ | ----------------- | -------- |
| Украинский         | 8 328             | 80,20 %  |
| Идиш («еврейский») | 1 815             | 17,48 %  |
| Русский            | 209               | 2,01 %   |
| Другие             | 32                | 0,31 %   |
| Итого              | 10 384            | 100,00 % |

Родной язык населения по данным переписи 2001 года:
| Язык       | Численность, чел. | Доля     |
| ---------- | ----------------- | -------- |
| Украинский | 23 884            | 95,14 %  |
| Русский    | 1 173             | 4,67 %   |
| Другое     | 46                | 0,19 %   |
| Итого      | 25 103            | 100,00 % |

## История
В 1638 году Кролевец впервые упомянут в письменных источниках (как «город повятовый»), в 1644 году он получил Магдебургское право, в этом же году польский король Владислав IV отдал распоряжение о строительстве здесь замка.
После начала восстания Хмельницкого в 1648 году Кролевец стал сотенным городом Нежинского полка и в 1654 году вошёл в состав Русского государства.

### 1654—1917
В ходе русско-польской войны 1654—1667 гг. в 1663 году Кролевец был взят польскими войсками, но затем восстановлен и в 1664 году — обнесён земляным валом.
В 1781 году стал административным центром Кролевецкого уезда Новгород-Северского наместничества (с 1802 года — в составе Черниговской губернии).
К началу 1880х годов Кролевец являлся торгово-ремесленным центром, к концу XIX века он становится известен как центр кустарного производства тканей, здесь складывается «кролевецкая техника узорной вышивки» (как правило, в виде геометрических фигур или растительного орнамента, вышитых красной нитью на белом полотне), так же известная как кролевецкий рушник.
В 1890е годы в ходе строительства железнодорожной линии Хутор-Михайловский — Конотоп через город была проложена одноколейная ветка железной дороги, в 1893 году здесь была построена железнодорожная станция.
По состоянию на 1895 год, численность населения составляла 13 476 человек, здесь действовали кирпичный завод, больница, аптека, женская прогимназия и четыре училища, регулярно проходили ярмарки.

### 1918—1991
В январе 1918 года в городе была установлена Советская власть, но весной 1918 город был занят наступавшими австро-германскими войсками, после чего включён в состав Украинской державы гетмана Скоропадского.
В ходе гражданской войны власть в городе неоднократно менялась.
В 1919 году Советская власть была восстановлена, с 1919 года в городе началось издание местной газеты.
В 1922 году кролевецкие ткачи объединились в артель художественного ткачества (в 1960е годы артель была преобразована в фабрику художественного ткачества).
В ходе Великой Отечественной войны в 1941 году город был оккупирован наступавшими немецкими войсками.
В 1953 году здесь действовали металлообрабатывающий завод, кирпичный завод, пенькообрабатывающий завод, маслодельный завод, инкубаторная станция, промышленный техникум строительных материалов, школа рабочей молодёжи, 3 средние школы, 2 семилетние школы, Дом культуры, Дом пионеров, 3 библиотеки и кинотеатр.
В январе 1959 года численность населения составляла 13 996 человек.
В 1970 году численность населения составляла 18,5 тыс. человек, здесь действовали арматурный завод, завод строительных материалов, пенькообрабатывающий завод, маслодельный завод, плодоконсервный завод, багетная фабрика, фабрика художественного ткачества и торфопредприятие.
В 1981 году здесь действовали арматурный завод, ремонтно-механический завод, конопляный завод, завод продтоваров, маслодельный завод, плодоконсервный завод, багетная фабрика, фабрика художественного ткачества, торфопредприятие, спецлесхоззаг, райсельхозтехника, комбинат бытового обслуживания, два ПТУ, 9 общеобразовательных школ, музыкальная школа, больница, два Дома культуры, клуб, 2 библиотеки и кинотеатр.
В 1987 году был введён в эксплуатацию Кролевецкий комбинат хлебопродуктов.

### После 1991
В 1997 году находившееся в городе ПТУ № 22 было ликвидировано.
В 2006 и 2007 гг. город являлся местом проведения рок-фестиваля «Про Рок».
В сентябре 2011 года был введён в эксплуатацию элеватор на 50 тыс. тонн зерна.
19 ноября 2011 года в усадьбе помещиков Огиевских был открыт музей кролевецкого ткачества (в котором собрана коллекция кролевецких рушников ХІХ — XXI веков).

## Транспорт
- Станция Кролевец Юго-Западной железной дороги на украинской части железнодорожной линии Киев — Москва
- По границе города проходит дорога E 101 (М-02) Москва — Калуга — Брянск — Глухов — Киев
- Междугородное и пригородное автобусное сообщение
- Аэродром сельхозавиации, сейчас не действующий. Ранее были почтово-грузовые рейсы и пассажирские рейсы Сумы—Кролевец, самолёты — Ан-2.

## Промышленность
- Кролевецкий комбинат хлебопродуктов
- ООО «Кролевецкий элеватор»[16]
- Кролевецкий арматурный завод
- Ремонтно-механический завод (Недействующий)
- Кролевецкий завод силикатного кирпича (Недействующий)
- Фабрика художественного ткачества (Недействующая)
- Предприятия пищевой промышленности

## Образование
- 7 школ I—III ступеней.[17]
- Кролевецкий институт[укр.] — на базе Глуховского национального педагогического университета имени Александра Довженко.

## Культура
- Дом культуры[17]
- Районный краеведческий музей (до 2000 года — музей истории г. Кролевца)[18]
- Библиотеки
- Музей кролевецкого ткачества.

## Достопримечательности
В городе произрастает уникальная яблоня-колония — ботаническая достопримечательность природы общегосударственного значения.

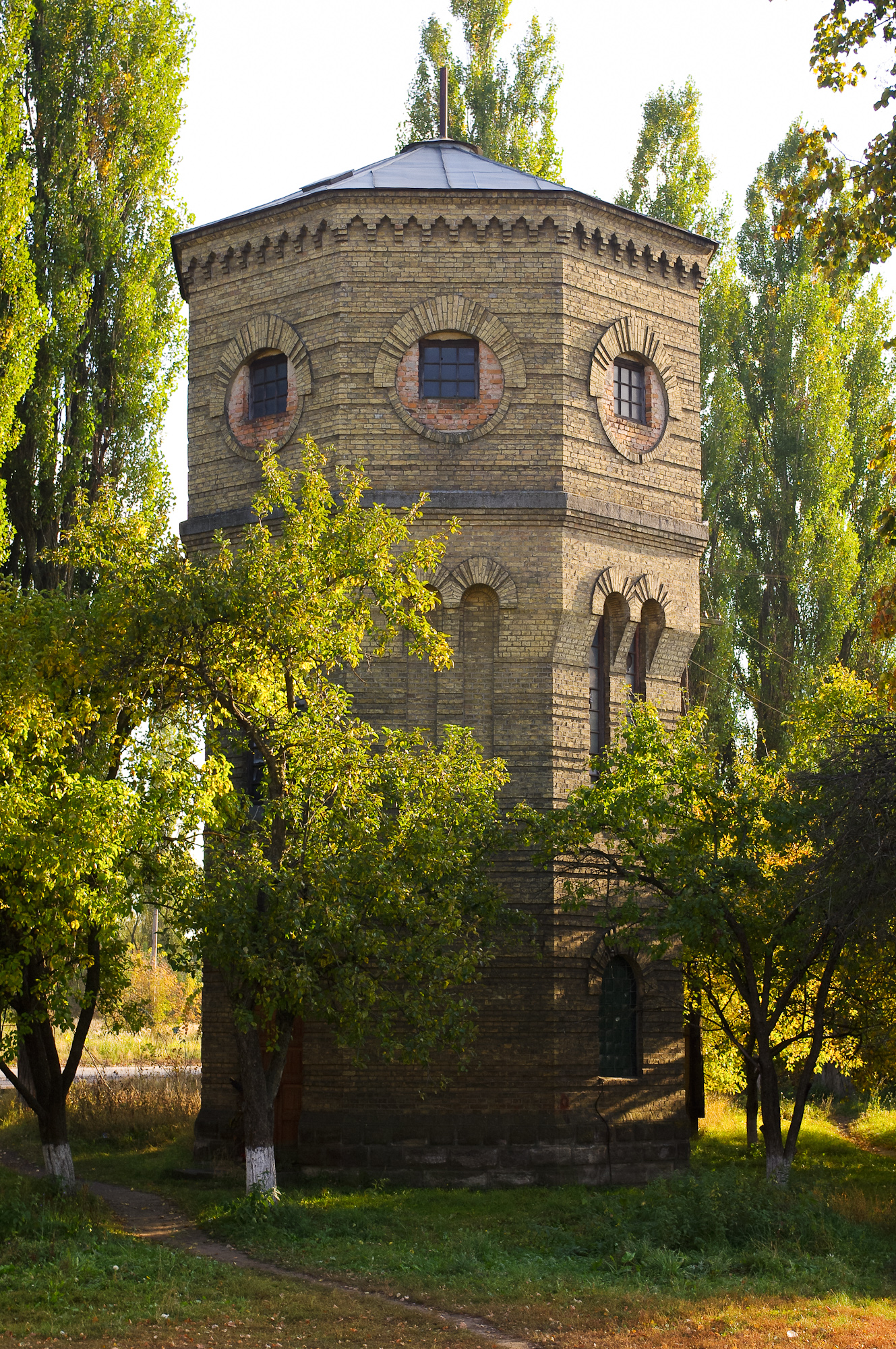
Водонапорная башня XIX ст.
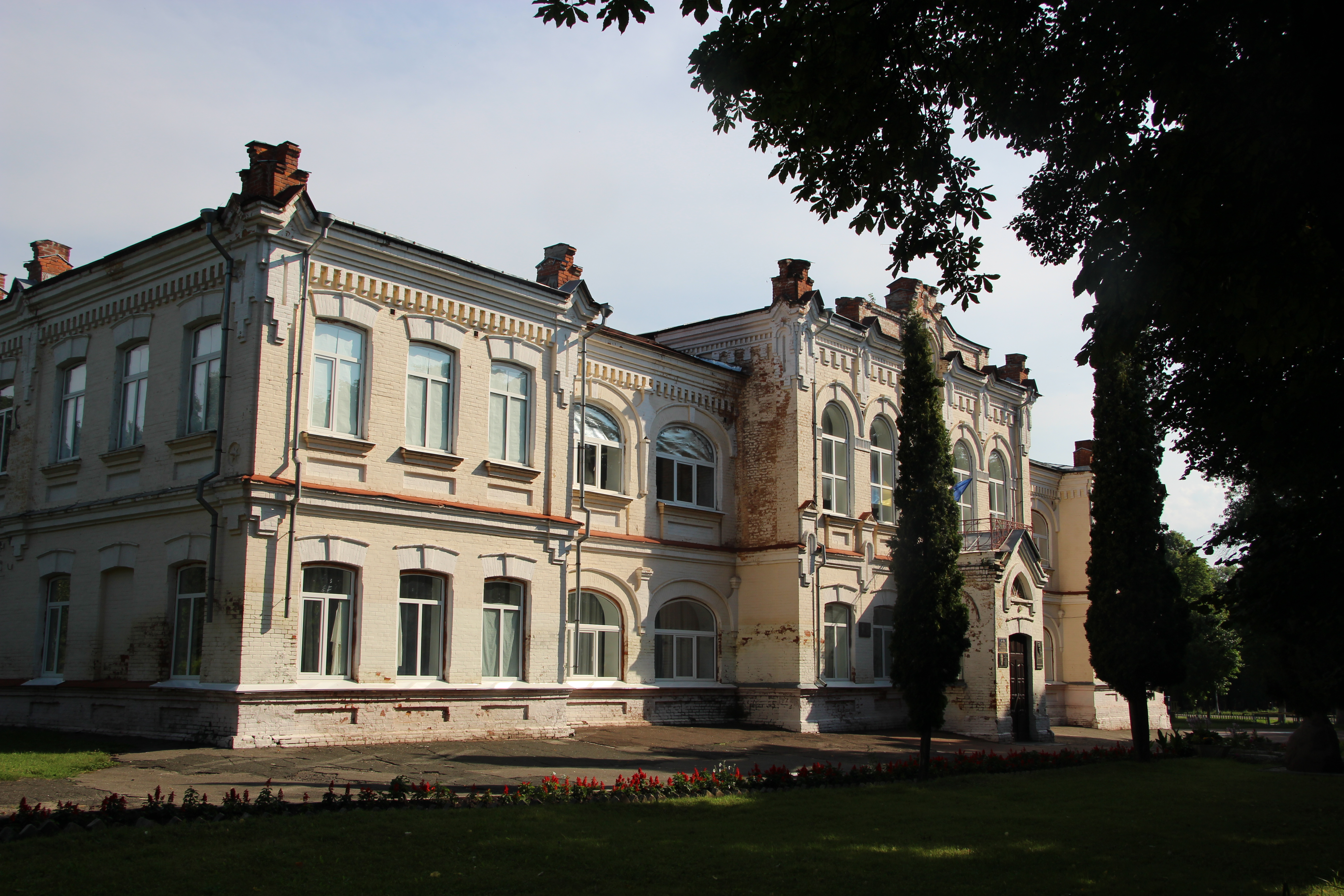
Женская гимназия
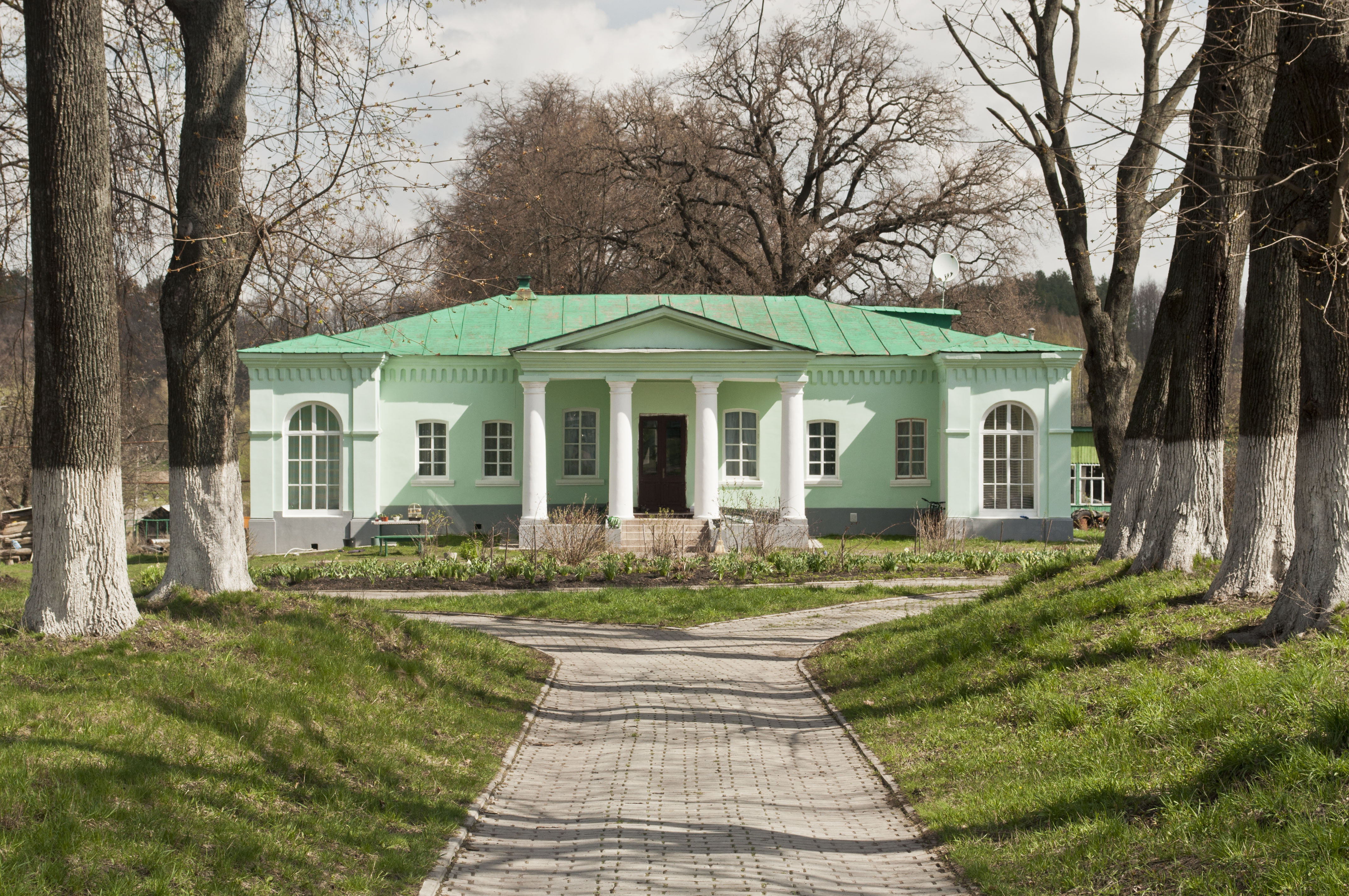
Усадьба Радзинских
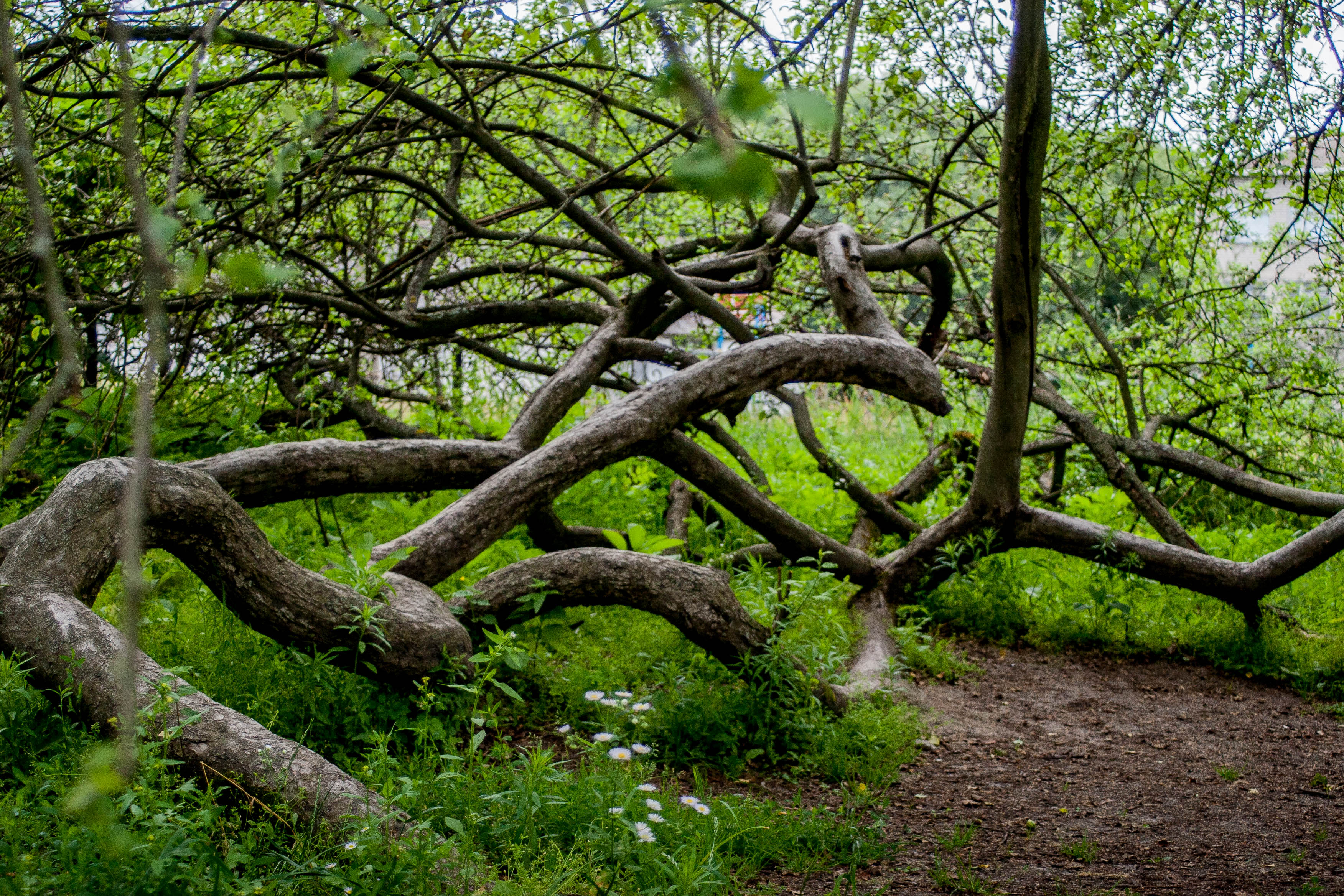
Яблоня-колония
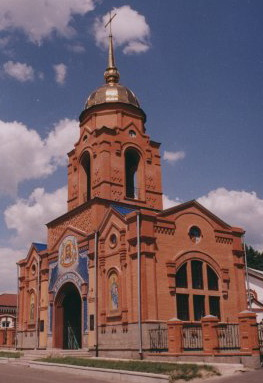
Преображенская церковь

## Персоналии
Кролевец — родина одного из первых украинских этнографов Григория Калиновского, который в 1772 году в Санкт-Петербурге издал книгу «Описание свадебных Украинских простонародных обычаев, в Малой России и в Украинской губернии, також и в великороссийских слободах, населённых малороссиянами, употребляемых».
В XIX веке город посетили и поделились впечатлениями о нём в своих произведениях Иван Сергеевич Аксаков и Николай Семенович Лесков.
В 1854 году в Кролевце некоторое время жил Тарас Григорьевич Шевченко.
В 1857—1858 годах Кролевец несколько раз посещала писательница Марко Вовчок, записывала народные песни и пословицы.
В Кролевце жил и работал Герой Советского Союза Григорий Аркадьевич Виноградов. Одна из улиц города носит его имя.
В Кролевце с 1895 жил, а с 1903 по 1907 гг. и служил знаменитый раввин Шмер-Лейб Медалье.
Становление и развитие Кролевца и района в советский период состоялось во многом благодаря первому секретарю Кролевецкого райкома Компартии Украины, Герою Социалистического Труда, Додакову Ивану Акимовичу. На здании районной администрации, в котором работал И. А. Додаков, установлена мемориальная доска.

### В Кролевце родились
- Митрополит Филофей (Лещинский) (1650—1727) — епископ Русской церкви, с 1702 года митрополит Сибирский и Тобольский.
- Антонович, Платон Александрович (1812—1883) — русский генерал, Керчь-Еникальский и Одесский градоначальник, Бессарабский губернатор
- Арденс (Апостолов), Николай Николаевич (1890—1974) — русский литературовед, журналист, педагог
- Балюк, Иван Фёдорович (1919—1993) — военный лётчик, Герой Советского Союза
- Белинский, Яков Львович (1909—1988) — русский поэт
- Билецкий, Фёдор Григорьевич (1879—1967) — украинский советский учёный в области растениеводства, заслуженный деятель науки УССР.
- Грищенко, Алексей Васильевич (1883—1977) — украинский и французский художник
- Нежинец Алексей Данилович (1938) — украинский и белорусский художник
- Гурштейн, Арон Шефтелевич (1895—1941) — историк литературы на идиш, член Союза писателей СССР
- Иванченко Иван Семёнович (1902—1987) — украинский советский поэт
- Карпеко, Александр Александрович (1891—1969) — украинский советский педагог, государственный деятель.
- Кочура (Кочур) Афанасий Фёдорович (1905—1976) — украинский советский писатель
- Лубенец Тимофей Григорьевич (1855—1936) — педагог
- Лукаш Николай Алексеевич (1919—1988) — известный украинский переводчик
- Макаровец Николай Александрович (1939—2019) — генеральный конструктор ОАО "НПО «СПЛАВ».
- Михайлов Константин Николаевич (1882—1961) — пианист и педагог.
- Огиевский, Василий Дмитриевич (1861—1921) — русский лесовед.
- Омельченко Фёдор Захарович (1865—1924) — патоморфолог, профессор
- Пономаренко Владимир Степанович (1948 —) — д. э. н., профессор, ректор Харьковского национального экономического университета
- Павел Таганрогский (1792—1879) — святой Русской православной церкви
- Пономаренко Леонид Анатольевич (1945 —) — д. т. н., профессор, лауреат Государственной премии Украины в области науки и техники
- Редькин, Андрей Петрович (1875—1966) — почётный академик ВАСХНИЛ, Герой Социалистического Труда
- Решетников Николай Петрович (1944-2015) - известный военачальник
- Самусь Николай Данилович (1904—?) — украинский писатель, литературовед
- Скиба Николай Егорович (1950 (с. Камень Кролевецкого р-на) (1950 —) — д. т. н., профессор, ректор Хмельницкого национального университета
- Скубачевский Глеб Семёнович (1907—1988)[19] — конструктор авиационных двигателей, профессор
- Стожок Ольга Васильевна (1948—) — заслуженная артистка России, оперная певица, педагог
- Томашевский, Сергей Петрович (1854—1916) — известный дерматовенеролог
- Цымбал, Василий Тимофеевич (1916—1943) — один из воспитанников А. С. Макаренко, Герой Советского Союза